# Economie van Tibet
De economie van Tibet is altijd gedomineerd geweest door zelfvoorzienende landbouw en veeteelt. Recent ontwikkelt de economie van Tibet zicht tot een meervoudige structuur met landbouw en dienstverlening naast elkaar. Door de opkomst van China als economische grootmacht en de openstelling van de grenzen voor toerisme in de Chinese Tibetaanse Autonome Regio vanaf de jaren '80, moderniseerde de economie in de grote steden van Tibet sterk.

## Economie tot 1959

### Landbouw en veeteelt

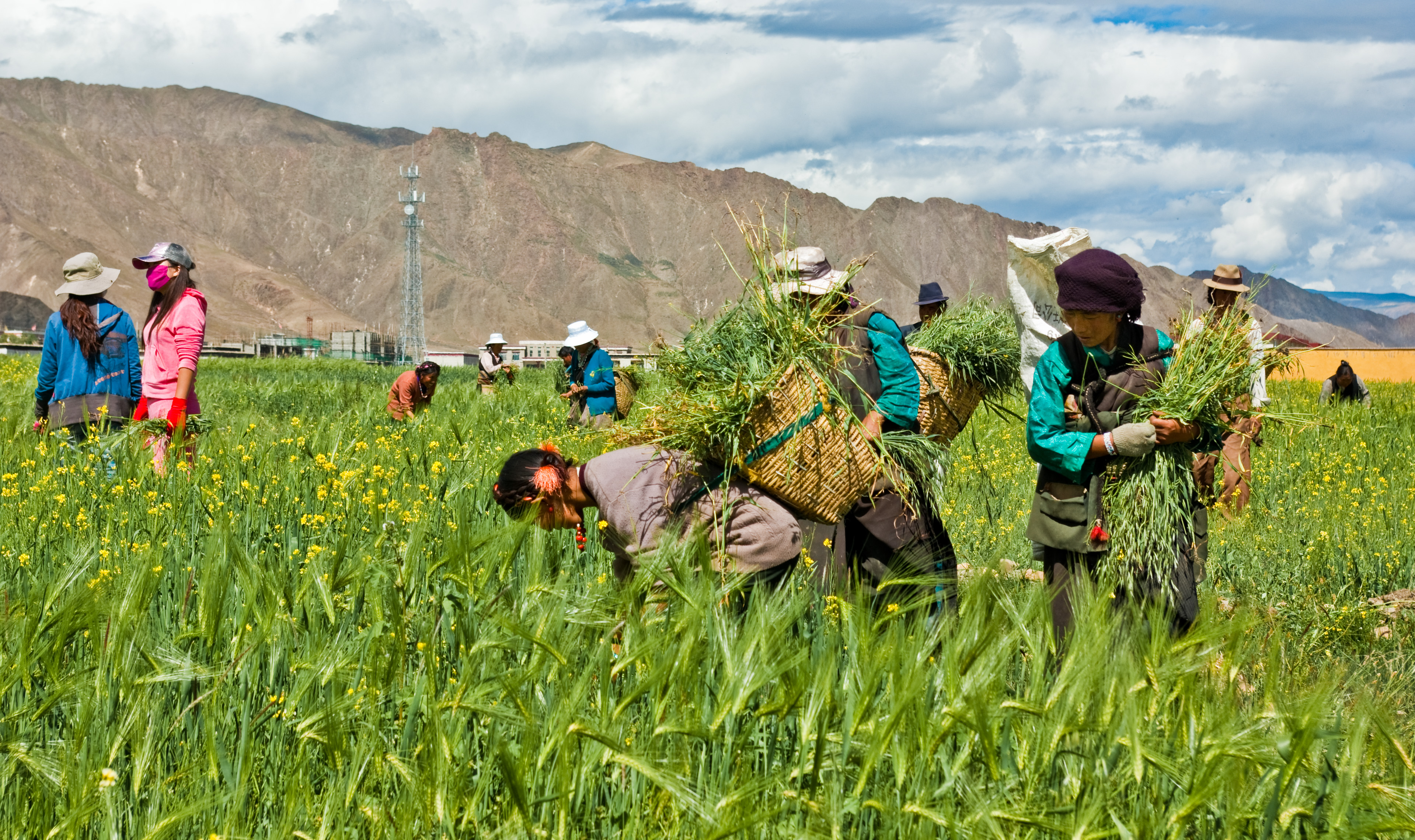
Boeren in Tibet

Vanwege beperkte aanwezigheid van goede landbouwgrond, is veeteelt de belangrijkste activiteit, waaronder het houden van schapen, runderen, geiten, kamelen, jaks, ezels en paarden. De jak en de dzo, een kruising met een rund, zijn door de eeuwen belangrijke dieren geweest voor het verrichten van zwaar werk, zoals het ploegen en het vervoer van goederen in karavanen. De melk van deze dieren wordt gebruikt voor jakboter en jakkaas.
De belangrijkste gewassen die in Tibet geteeld worden zijn gerst, tarwe, boekweit, rogge, haver, koolzaad, aardappels, katoen, groenten en fruit. In de Tibetaanse keuken wordt vooral veel jakvlees gegeten en veel boterthee gedronken.
De zoutnomaden die met lange karavanen ruilhandelen met zout voor gerst kregen in het Westen vooral bekendheid door de Duits-Zwitserse documentaire Die Salzmänner von Tibet uit 1997, en de meermalen bekroonde Nepalees-Franse film Himalaya - l'enfance d'un chef uit 1999.

### Handel

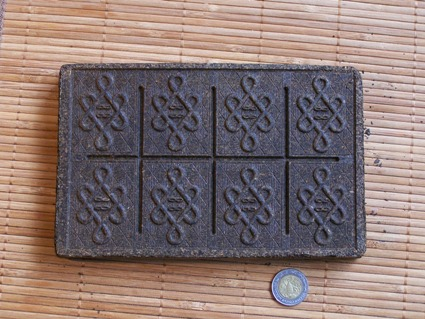
Een samengeperste theeblok

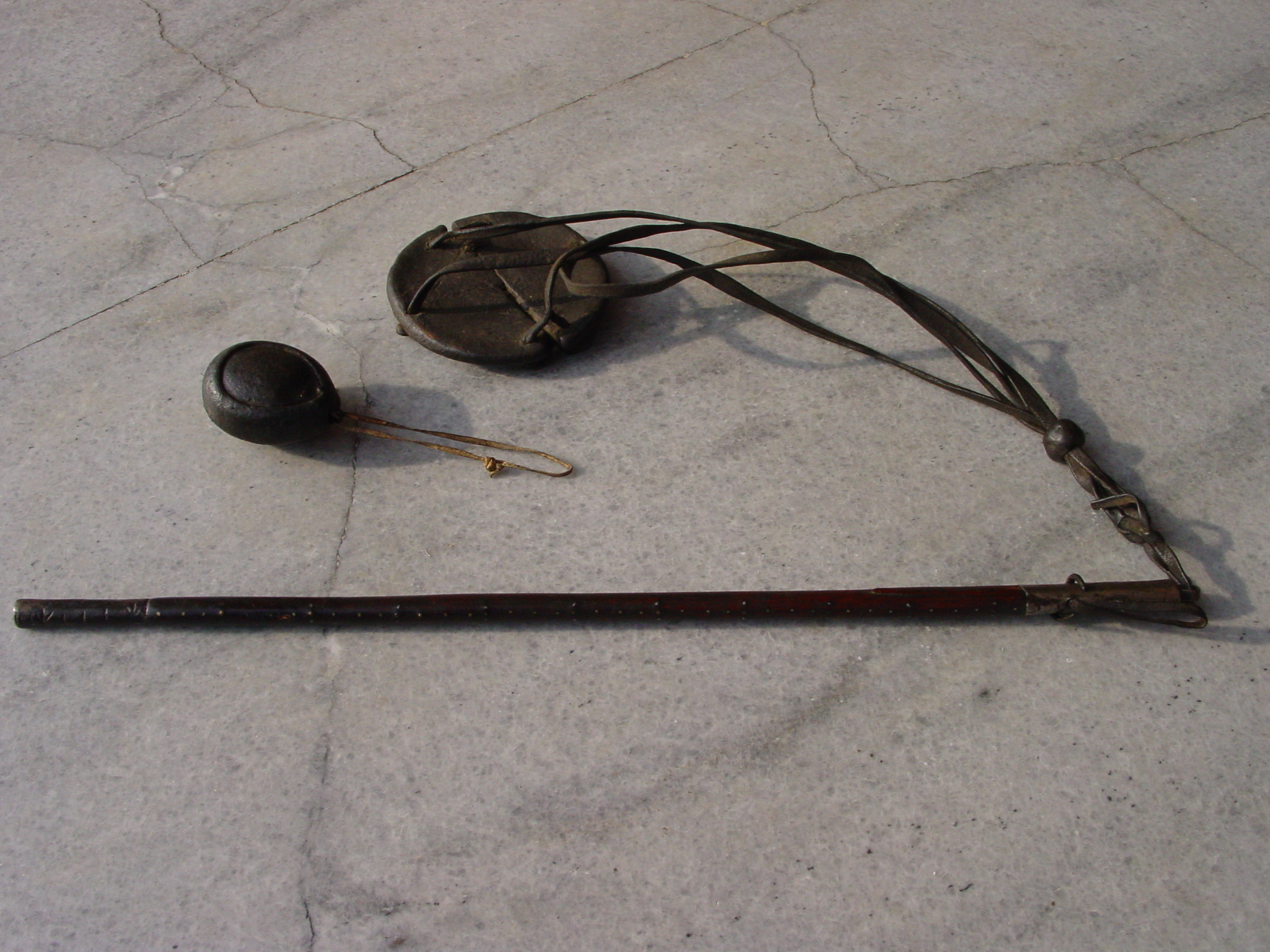
Antieke Tibetaanse weegschaal

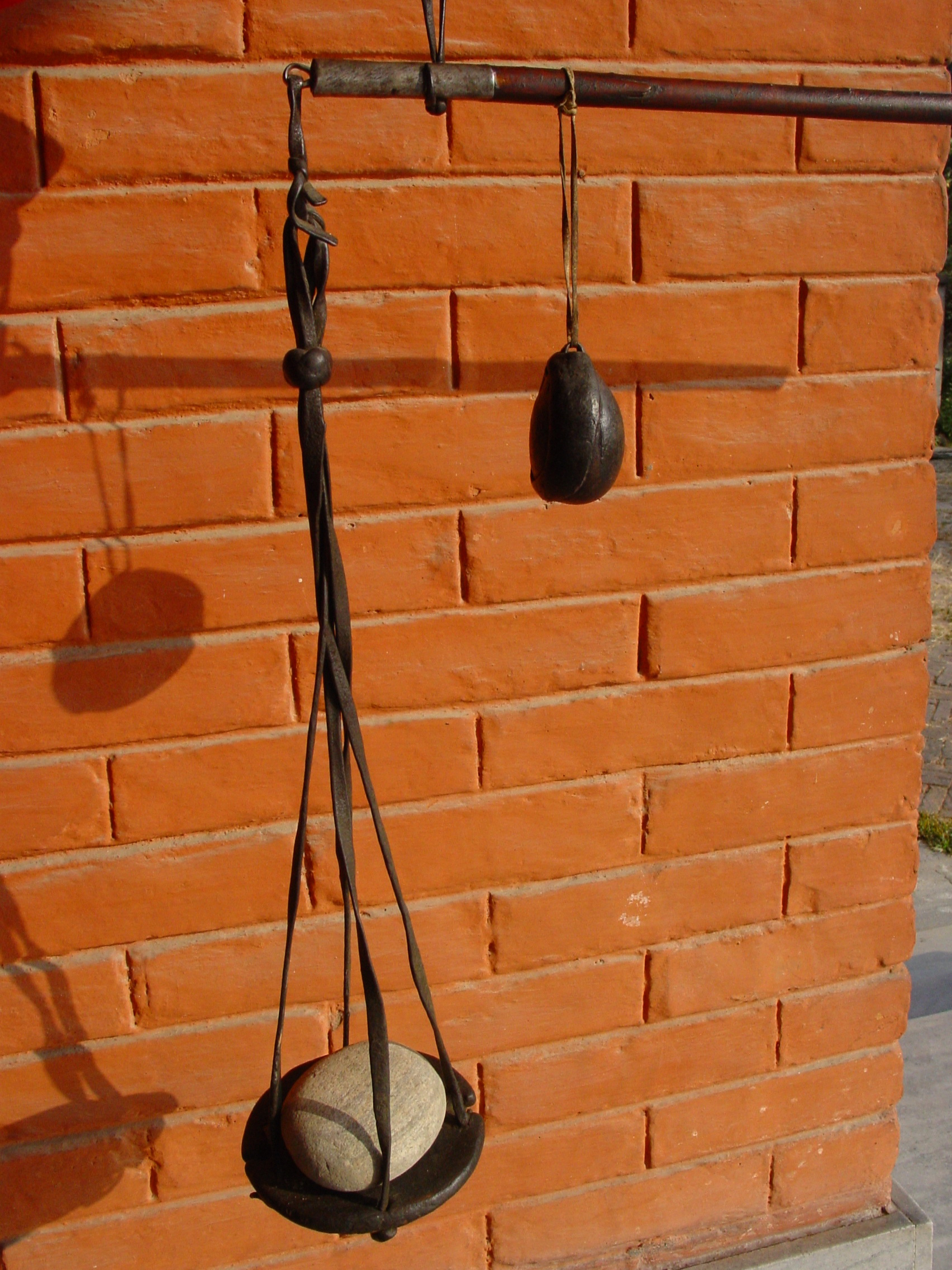
Antieke Tibetaanse weegschaal

Tibet had door de eeuwen het grootste handelsvolume met China. De belangrijkste ruilgoederen waren paarden uit Amdo die werden geruild tegen Chinese thee. Tibet exporteerde verder medicinale kruiden, geweiën, muskus en goud naar China. Naast thee importeerden Tibetaanse handelaren zijden kleren, porselein en zilver uit China.
Het handelsvolume van Tibet met de zuidelijke buren India, Nepal en Bhutan was veel kleiner. Hier betrof het vooral de ruil van zout en wol voor granen (inclusief rijst). In die tijd werd aan de grens met Nepal en India een maat graan verruild met een maat rijst. Andere ruilproducten van minder belang waren bijvoorbeeld de staarten van jaks en levende dieren zoals geiten en schapen. In de periode tot de 17e eeuw werd ook bericht over de export van valken naar India.
Voor grote betalingen binnen Tibet werden Chinese zilverlingots gebruikt en goudpoeder, die verdeeld waren in kleine leren zakjes. Lingots kwamen in verschillende groottes voor. Het meest gebruikelijke type leek op een hoefijzer van een paard of ezel en werd in het Tibetaans rta rmig ma genoemd.
Voor kleinere betalingen werden verschillende gebruiksgoederen gebruikt die ongeveer een gelijke standaardwaarde hadden onder de meerderheid van de Tibetanen. Hiertoe behoorden de betelnoten, tabak en ceremoniële khatasjalen. Thee werd gewoonlijk verhandeld in de vorm van theeblokken. Dit werd het belangrijkste ruilmiddel in de 19e eeuw, toen de geldmunten al hun intrede hadden gedaan in Tibet.
Voor heel kleine betalingen werd schelpengeld gebruikt. Dit bestond uit kleine zeeschelpen, die voornamelijk werden bewerkt in de Maldiven, en Tibet en China bereikten via Bengalen. Een ander ruilmiddel hiervoor waren stenen kralen.

### Tibetaanse valuta

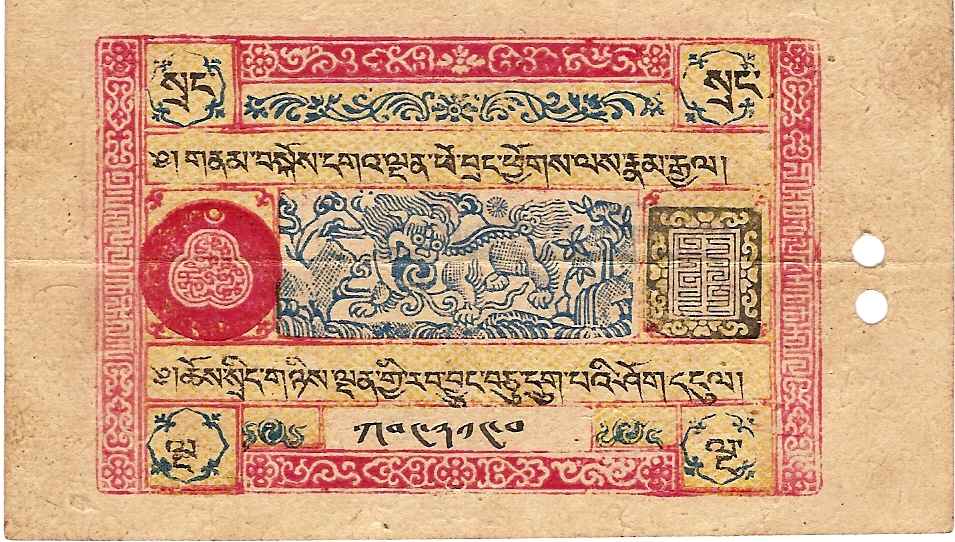
5 srang-biljet

Tot in de 17e eeuw had Tibet geen eigen valuta en was ruilhandel gebruikelijk in het economisch verkeer, waaronder ook werd geruild met goud, kralen of schelpengeld. Ook kwamen enkele muntstukken uit andere landen de grens over die verder werden verhandeld, zoals uit Nepal. In 1785 werden de eerste zilvermunten geslagen in Tibet, onder gezamenlijke Chinees en Tibetaans gezag. Sinds 1840 werd er alleen nog een Tibetaanse munt in omloop gebracht.
Met twee korte onderbrekingen werd deze munt, bestaande uit de srang en de thangka, gevoerd tot 1954. De eerste bankbiljetten werden uitgebracht van 1913 tot 1959 en werden vanaf dat moment geleidelijk vervangen door Chinese valuta.
Toen Heinrich Harrer in de jaren '50 in Tibet verbleef (zie: Zeven jaar in Tibet), ontwierp hij voor Tibet enkele postzegels en bankbiljetten. Vanaf 1955 werden er geen Tibetaanse munten meer geslagen en vanaf 1959 werd geleidelijk aan het Tibetaanse geld vervangen door Chinees geld.

### Communicatie over afstand

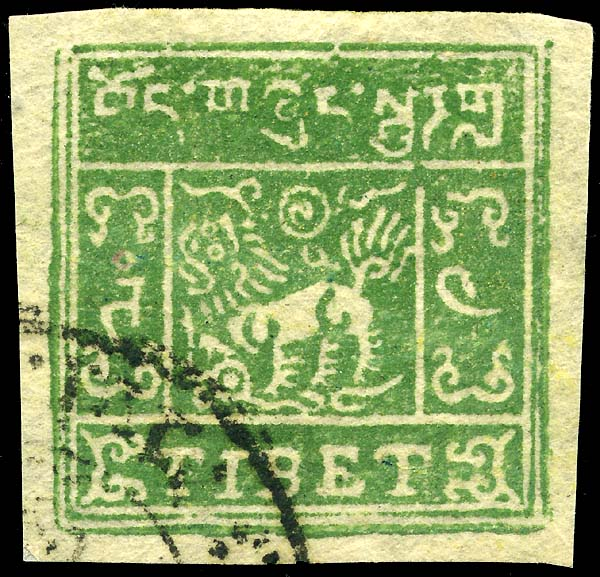
Tibetaanse postzegel

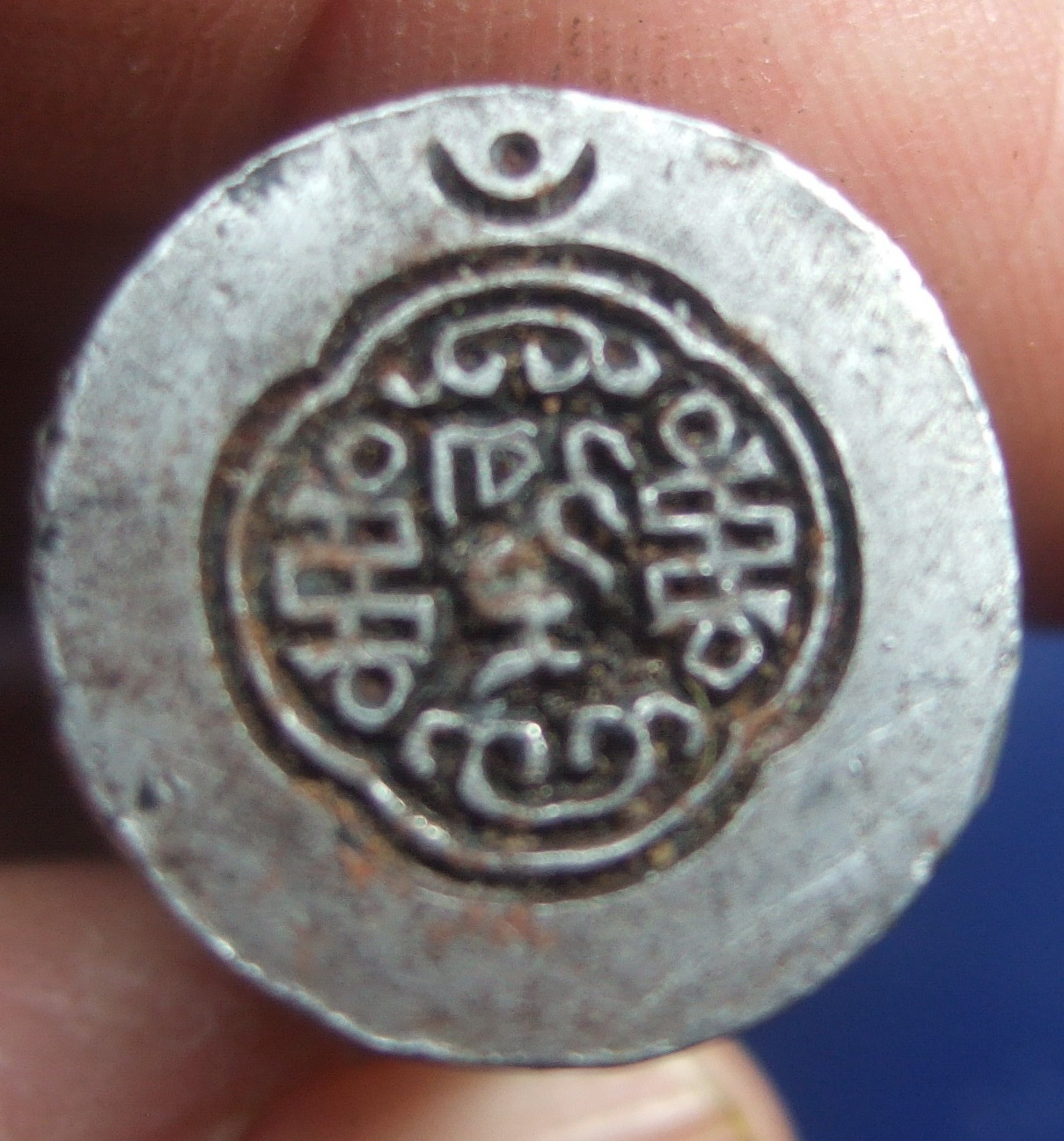
Een private Tibetaans zegel

Het duurde tot het begin van de 20e eeuw voordat Tibet een landelijk dekkend postsysteem kreeg en eigen Tibetaanse postzegels introduceerde.
Deze postzegels bleven in gebruik, tot de Chinese autoriteiten na de opstand in Tibet van 1959 het bestuur overnamen. Tibet bracht meerdere series postzegels uit die verschilden in grootte, kleur en waarde. De postzegels beeldden de sneeuwleeuw uit, het nationale symbool dat ook op de nationale vlag en het wapen van Tibet is terug te vinden. Elke postzegel bevatte in Tibetaans schrift het begrip "regering van Tibet" en met hoofdletters in het Latijns alfabet "Tibet".
Met de introductie van het postsysteem, werden de Tibetaanse zegels naast het geven van autoriteit aan een officieel document, ook gebruikt voor het verzegelen van poststukken. Zegels waren voor het eerste doel al lang in gebruik en in grottempels als die van Dunhuang werden bijvoorbeeld naast manuscripten van Dunhuang ook lakzegels teruggevonden uit de late 8e eeuw tot aan het midden van de 9e eeuw.

### Economische hervormingen eerste helft 20e eeuw

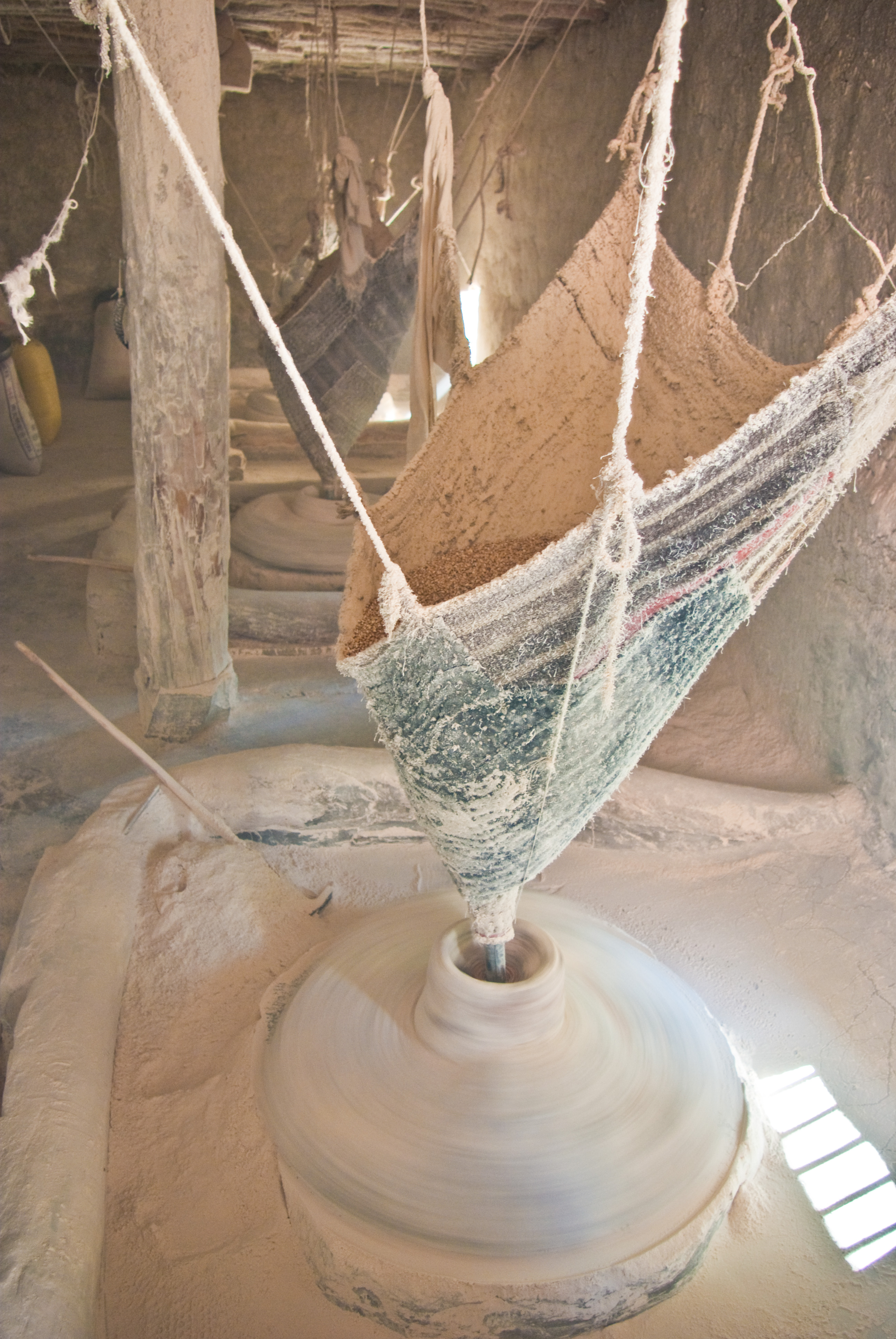
Tibetaanse watermolen

Tijdens het bewind van de dertiende dalai lama in de eerste decennia van de 20e eeuw werden er verschillende hervormingen doorgevoerd. De conservatieve Tibetaanse geestelijkheid wist veel hervormingen te blokkeren, maar kon niet verhinderen dat invloeden uit andere delen van de wereld Tibet bereikten, zoals uit Brits-Indië en het Verenigd Koninkrijk. Er werden machines gekocht en in beperkte zin werden vervoermiddelen gekocht als auto's, motorfietsen en vrachtauto's.

## Economie sinds ca. 1959

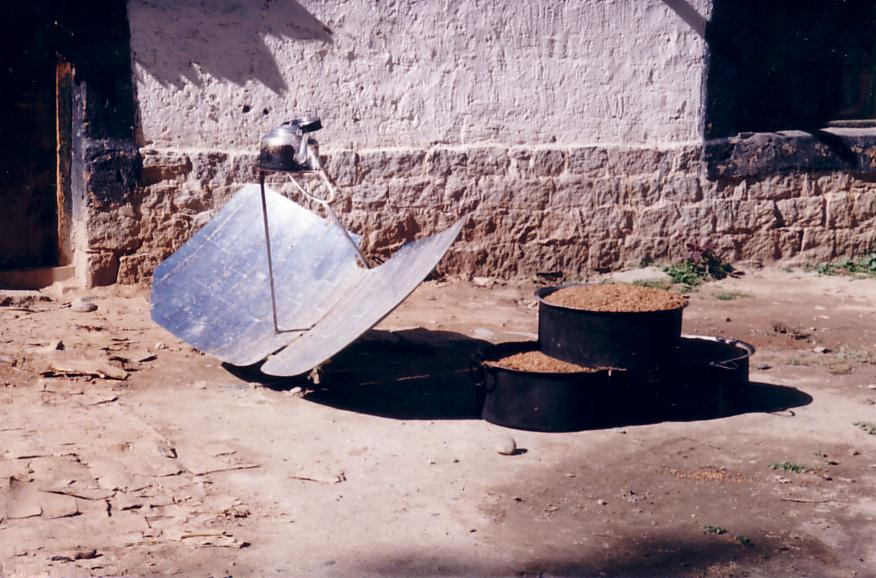
Theeketel op zonne-energie

### Communistische hervormingen (jaren '50 t/m '70)
Na de invasie van Tibet in 1950-51 probeerden de Chinese autoriteiten onder aanvoering van Mao Zedong aanvankelijk de harten van de Tibetanen te winnen door overreding en de invoering van landhervormingen naar maoïstisch model. Dit beleid mislukte echter en net als in de rest van China werd de lokale economie zodanig ontwricht, dat er begin jaren '60 een hongersnood in Tibet ontstond met tien- tot honderdduizenden doden tot gevolg.
Als gevolg van de radicalisering van Mao’s denken kwam de minderhedenproblematiek steeds meer naar de achtergrond en werd ingezet op een versnelde ombouw van China tot een socialistische heilstaat. De verhoogde druk leidde tot opstand in Tibet van 1959, waarna de veertiende dalai lama naar India vluchtte en het gehele bestuur van Tibet onder centraal, maoïstisch bestuur kwam. Hierop volgde de Culturele Revolutie (1966-1976), waarbij duizenden kloosters werden vernietigd en Tibet economisch, sociaal en religieus sterk verarmde. De dood van Mao en het aantreden van Deng Xiaoping brachten de eerste aanzet tot economische hervormingen. Gemaakte fouten werden toegegeven en de deur werd opengezet voor buitenlands toerisme in Tibet.

### Kapitalistische hervormingen (vanaf ca. 1978)

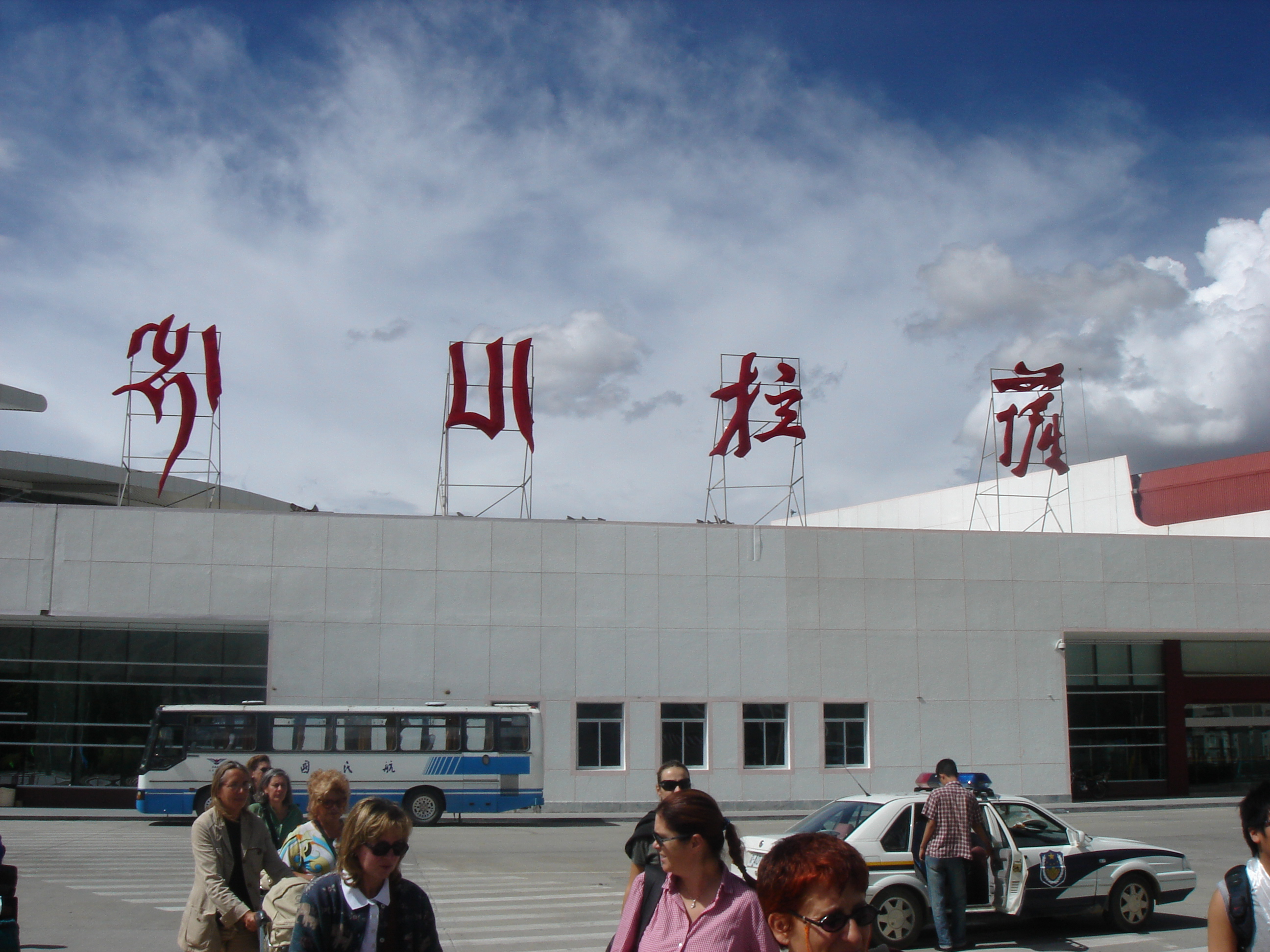
Luchthaven Lhasa Gonggar

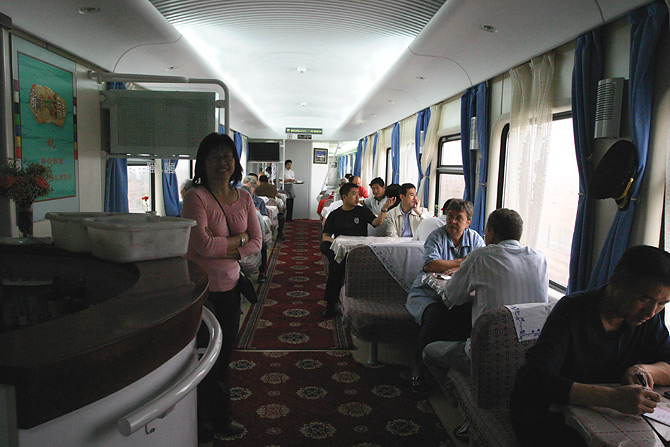
Restauratiewagen op Tibet-lijn

In Tibet werd begonnen aan de opbouw van meerdere kloosters. In geheel China leidden de nieuwe hervormingen tot spectaculaire successen en ook Tibet maakte een snelle economische groei door. Tibet trok jaarlijks vele duizenden Han-Chinese immigranten aan die in Lhasa en andere Tibetaanse steden winkeltjes en andere bedrijfjes vestigden. Ook werden grote infrastructurele werken uitgevoerd, waaronder de aanleg van verschillende vliegvelden, wegen, en de Peking-Lhasa-spoorlijn, de hoogste spoorlijn ter wereld. De nieuwe spoorlijn bracht met zich mee dat nog meer Han-Chinezen zich in Tibet vestigden, waardoor de Tibetanen thans in alle grote steden een minderheid vormen. Het nieuw ingezette beleid in Tibet werkte daardoor averechts en de Tibetaanse bevolking zag dit als een volgende kolonisatie-tactiek. Naar Tibetaanse opvatting werd een tijd van culturele onderdrukking gevolgd door een tijd van economische marginalisatie.
De frustratie over de snel veranderende samenleving en het massale aanwezigheid van Han-Chinezen in het Tibetaanse bedrijfsleven kwam tot uitdrukking in de opstanden in Tibet van 1987-1993 en van 2008. Tibetanen gooiden toen de ruiten in van winkels in Barkhor en andere winkelcentra, omdat ze allen in Chinese handen waren. Ook het overgrote deel van de hoogwaardige productie en de dienstensector is in handen van Chinese bedrijven, bijvoorbeeld de toeristenindustrie. Voor Tibetanen blijft vaak niet meer over dan werk als schoonmaker en andere ondergeschikte werkzaamheden. Van een inheemse industrie is nauwelijks sprake.
Volgens de volkstelling van 2000 leeft 87% van de 5,5 miljoen van de Tibetanen buiten de grote steden. Hiervan leeft 20% als nomade, afhankelijk van de veeteelt. De nomaden hebben een armoedig bestaan en voorzien in hun levensonderhoud door de productie van vlees, wol, melk en medicinale kruiden. Op het platteland spreken weinig Tibetanen Chinees, wat een vereiste is om in de nieuwe gevormde economie mee te tellen. Het gevolg van deze situatie is dat de meeste Tibetanen in armoede leven en de samenleving in Tibet verdeeld is langs etnische lijnen.

### Groei
| Ontwikkeling van het BBP in Tibet | Ontwikkeling van het BBP in Tibet |
| --------------------------------- | --------------------------------- |
| Jaar                              | BBP in miljard yuan               |
| 1994                              | 5                                 |
| 2000                              | 12                                |
| 2004                              | 20                                |
| 2006                              | 29                                |

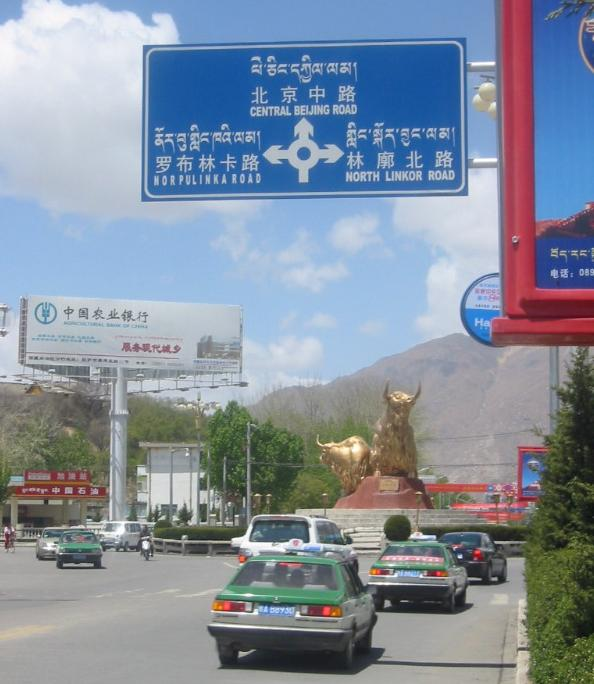
De hoofdstraat van Lhasa, 2004

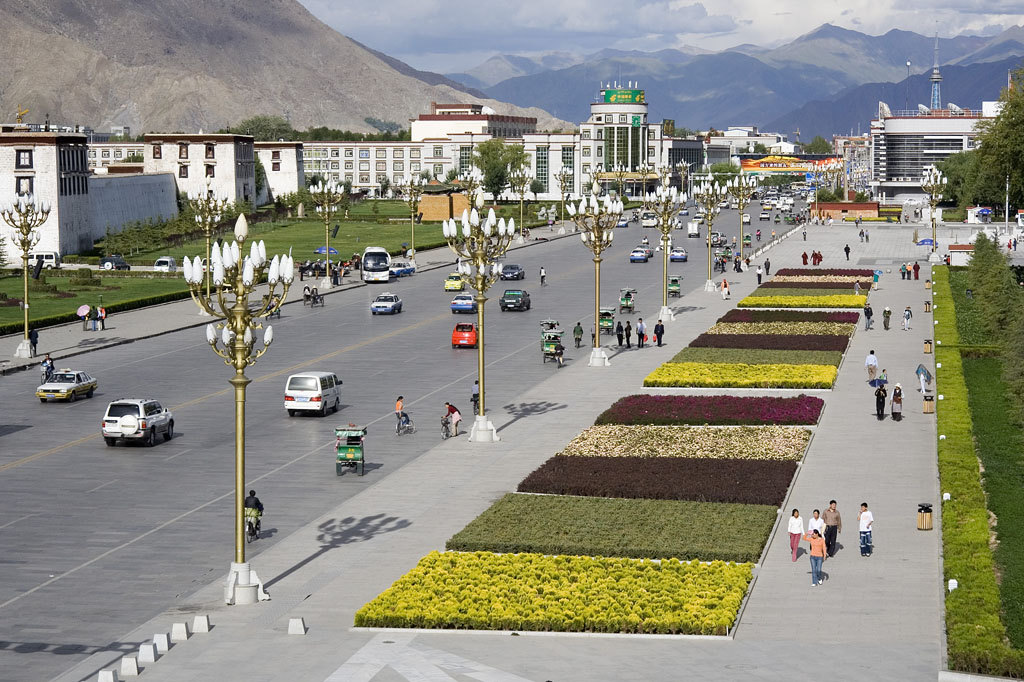
De hoofdstraat van Lhasa, 2006

Sinds de laatste decennia van de 20e eeuw ontwikkelde de economie zich naast de landbouw en veeteelt ook op het gebied van de industrie. Tibets Bruto binnenlands product in 2006 was 29 miljard yuan. Tussen 2000 en 2006 groeide de economie met 12% per jaar.
In de jaren 2000 investeerde de centrale regering in Peking rond 2 miljard euro in het gebied om het toegankelijker te maken voor de rest van China en het te stabiliseren. Hiertoe behoren de aanleg van wegen, spoor, vliegvelden, waterkrachtcentrales en andere infrastructuur. Volgens de Chinese autoriteiten levert Peking 90% van het budget van de lokale Tibetaanse overheden.
De Tibetaanse Autonome Regio (TAR) is medio 2005 nog niet zelfvoorzienend, en 80% van deze regio met 2,7 miljoen inwoners bestaat uit herders en boeren die minder dan 20% van het regionale BBP leveren. De economische groei van de TAR bleef in deze jaren gemiddeld achter bij alle andere provincies van China en heeft daarnaast de laagste economische opbrengst van China. Ongeveer 1 miljoen van de inwoners leefde onder de armoedegrens die naar officiële opgaven rond 108 euro is per jaar.

### Mijnbouw
Tibet is rijk aan bodemschatten, waaronder edelmetalen zoals goud en zilver, maar ook zeldzame aarden en het voor de elektrochemie belangrijke lithium. Ook worden er fossiele brandstoffen gewonnen, zoals kolen en olie, en er zijn teerzanden.
Door gebrekkige technologie en infrastructuur lukte het China lange tijd niet het gebied te exploiteren. Sinds de oplevering van de Peking-Lhasa-spoorlijn in 2006 intensiveerde de zoektocht naar Tibetaanse bodemschatten, en er wordt, soms met geld van westerse investeerders, grootschalig mijnbouw bedreven. Omdat de opbrengsten niet ten goede komen aan de Tibetaanse bevolking en omdat de mijnbouw milieuvervuilend is, wordt er door de lokale bevolking regelmatig tegen geprotesteerd. Dergelijke protesten worden met geweld onderdrukt en demonstranten worden gevangengezet.

### Toerisme

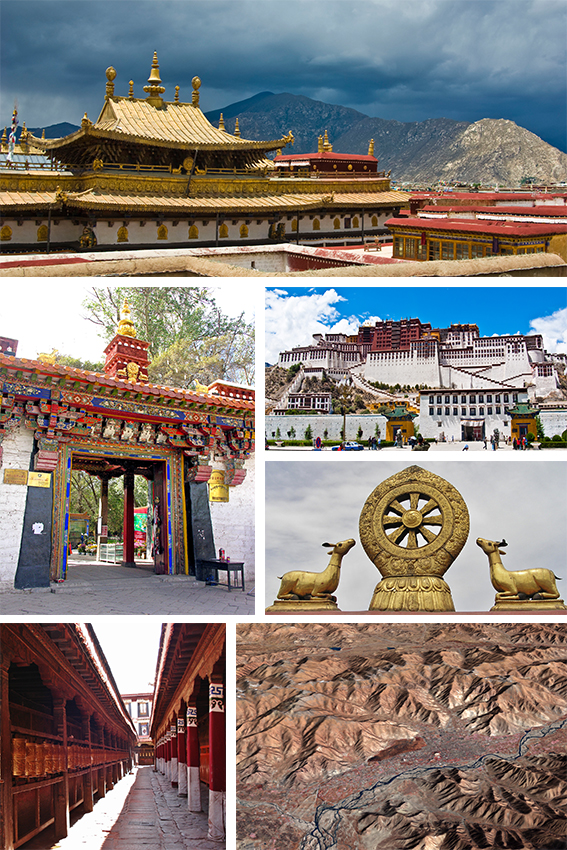
Lhasa

Het toerisme in Tibet kwam op gang sinds eind jaren '70 toen de Chinese autoriteiten de deur naar de TAR op een kier zetten en toerisme naar de Tibetaanse gebieden in de volksrepubliek steeds meer mogelijk maakten. Gebieden buiten China als Ladakh en Sikkim waren al langer toegankelijk voor toerisme. De belangrijkste trekpleisters zijn de Tibetaans boeddhistische kloosters en oorden, de grote steden en het natuurschoon van het Tibetaans Hoogland en de Himalaya.
Permits voor de TAR waren aanvankelijk duur en de toeristen mochten zich niet buiten daarvoor bestemde gebieden begeven. Deze gebieden liggen vooral rond Lhasa. Ook zijn er speciale visa nodig. Er moet worden gereisd in groepen van minimaal vijf personen en de reis moet worden georganiseerd door een reisagentschap.
Vanwege het grote hoogteverschil met bijvoorbeeld België en Nederland zijn er voor Tibet andere voorbereidingen nodig dan voor een gemiddeld vakantieland. Er is sprake van een ijlere, ofwel zuurstof-armere lucht. Bij iets te veel lichaamsbeweging kan iemand al buiten adem raken. Bij inspannende activiteiten wordt daarom aangeraden voor de start eerst enkele dagen te acclimatiseren. In de eerste uren na aankomst is het bijvoorbeeld niet ongewoon opzwellingen over het gehele lichaam te voelen, de palm van de hand donker te zien kleuren en hoofdpijn te hebben.
Rondom de opstanden van 1987-1993 en 2008 was er tijdelijk een sterke teruggang van toerisme te zien. De regio is inmiddels sterk afhankelijk van toerisme. In vergelijking tot 2007 was het toerisme in 2008 met meer dan de helft gedaald, wat in dat jaar nog altijd goed was voor 1,35 miljoen bezoekers. De lokale autoriteiten streven sinds medio 2005 naar meer dan 10 miljoen bezoekers vanaf 2020, waarvan 10% uit andere landen.
Organisaties als de UNESCO, specialistische reisbureaus en Tibetaanse organisaties in ballingschap vrezen dat veel van de Tibetaanse cultuur verloren zal gaan, waaronder enkele Werelderfgoederen, het milieu en de Tibetaanse volksaard. Om deze reden riep de veertiende dalai lama juist op om naar Tibet te reizen om met eigen ogen te zien hoe Tibet veranderd is.